# Anisopodus puncticollis
Anisopodus puncticollis là một loài bọ cánh cứng trong họ Cerambycidae.